# 日本海隆
日本海隆株式会社は、東京都港区に本社を置くソフトウェア開発企業である。中華人民共和国上海市に本社を置く上海ハイロンソフトウェアの完全子会社である。
上海ハイロンのオフショアシステム開発事業進出に合わせて日本で設立されたが、現在ではSI事業の中核として、上海ハイロン株式会社と並んでのグループ内での本社機能を持つ組織となっている。

## 沿革
- 2001年 - 交大国際システム開発株式会社として設立
- 2005年 - 日本海隆株式会社に社名変更
- 2014年 - 绩达特軟件（北京）有限公司100％の株を買収し100％子会社として海隆网讯科技（北京）有限公司へ社名変更[2]

- 2017年 - 本店を東京都港区西新橋2丁目11-6ニュー西新橋ビル2階へ移転
- 2018年 - 資本金を5億円に増資
- 2018年 - 株式会社フューチャーナビゲータの73.75％の株を買取り、筆頭株主になる[3]

- 2018年 - 株式会社 一創の60％の株を取得。株式会社　海隆一創へ社名変更[4]しグループ会社化

- 2019年 - 資本金を10.5億円に増資

- 2021年 - 岡三情報システム株式会社が保有する上海岡三華大計算機有限公司の全株式（発行済株式数の40.3%）を取得。上海岡三華大計算機有限公司を上海海隆華大計算機有限公司へ社名を変更しグループ会社化

- 2021年 - 本社機構をニュー西新橋ビル2階から8階へ移転

- 2023年 - キヤノンITソリューションズ株式会社が保有する佳能信息系統(上海)有限公司の全持分を取得。

## 事業内容

### システム開発事業
銀行系システム開発
大手都市銀行向けに、コンサルティングからシステムの設計・構築、運用まで一貫したサービスを提供している。
一部金融機関向けには、専用のフレームワークを構築し、提供している。
証券系システム開発
ネット証券を中心に、取引・投資情報・経営情報などのシステムを、コンサルティング・設計・構築、運用まで、一貫したサービスとして提供している。
生命保険系システム開発
多くの生命保険会社向けに、コンサルティングからシステムの設計・構築、運用まで、一貫したサービスを提供している。
また、一部の生命保険会社では、webから、基幹系、派生までほぼ全てのシステムを構築・保守している。
損害保険系システム開発
大手損害保険会社向けに、コンサルティングからシステムの設計・構築、運用まで、一貫したサービスを提供している。
一部の損害保険会社では、webから、基幹系、派生までほぼ全てのシステムを構築・保守している。
モバイルシステム開発
コンテンツ事業会社向けにモバイルコンテンツ、モバイルサイトのUI/UX設計から設計・構築、運用まで、一貫したサービスを提供している。
組み込みシステム開発
交通機関向け券売システム、自動改札システムなどのオフショアでの実機開発や視覚センサー、監視カメラ、自動車制御システムなどの設計・構築を行っている。
AI・ビッグデータ・Fintech技術の研究開発
*AIやディープラーニングを使い保険契約審査業務を自動化したシステムの設計・開発
*AIやディープラーニングを使いライフプラン設計最適化などを行うシステムの設計・開発
*顔識別機能などを使った遠隔地口座開設システムの設計・開発
*AIとビッグデータを使った、少額与信システムの信用格付分析機能の設計・開発
などの研究開発・実用化を行っている。